# Odostomia engbergi
Odostomia engbergi is een slakkensoort uit de familie van de Pyramidellidae. De wetenschappelijke naam van de soort is voor het eerst geldig gepubliceerd in 1920 door Bartsch.